# Friedrich Kolbeck

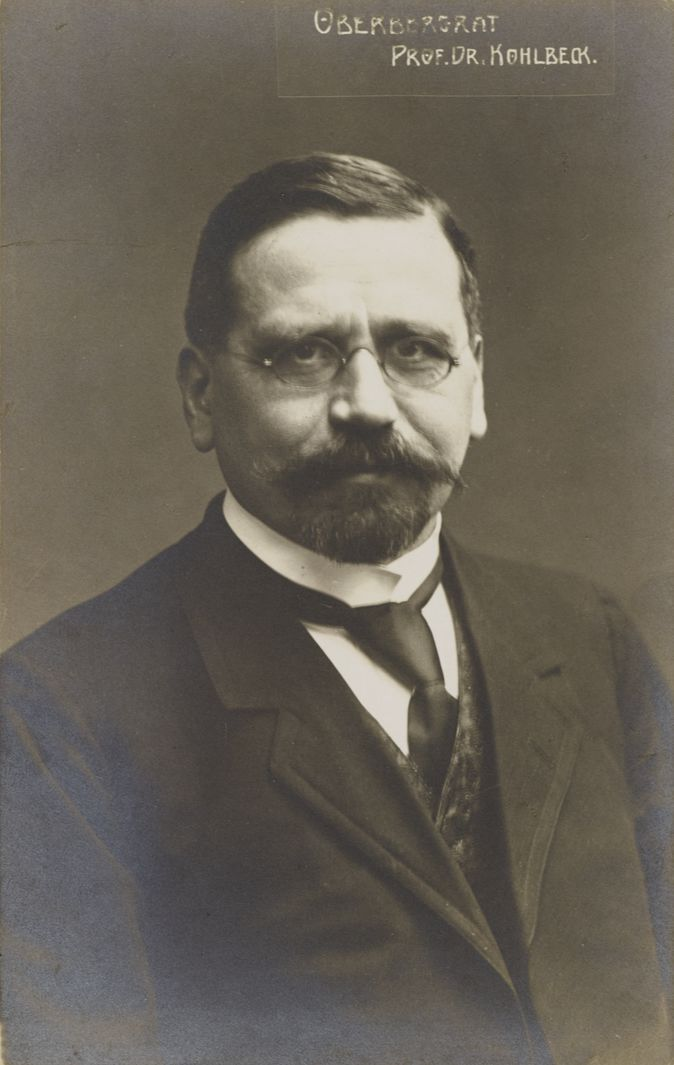
Oberbergrat Prof. Dr. Kohlbeck, ca. 1900–1920

Friedrich Ludwig Wilhelm Kolbeck (* 12. Januar 1860 in Dresden; † 6. Februar 1943 in Freiberg) war ein deutscher Mineraloge und Hochschullehrer.

## Leben
Nach dem Besuch der Annenschule in Dresden studierte Friedrich Kolbeck an der Universität Leipzig von 1879 bis 1883 Naturwissenschaften. Dort gehörten zu seinen akademischen Lehrern Ferdinand Zirkel, Gustav Heinrich Wiedemann, August Schenk, Rudolf Leuckart, Hermann Credner und Wilhelm Wundt. 1883 wurde er in Leipzig bei Zirkel zum Dr. phil. promoviert. Im gleichen Jahr wechselte er zum Studium der Ingenieurwissenschaften an die Bergakademie Freiberg und wurde Verkehrsgast des Corps Franconia Freiberg. Am 1. Oktober 1884 wurde er zum Assistenten für Hütten-, Probier- und Lötrohrprobierkunde ernannt. Am 1. Oktober 1893 erfolgte seine Ernennung zum Dozenten und 1. Oktober 1896 seine Berufung zum Professor für Probier- und Lötrohrprobierkunde an der Bergakademie Freiberg. Am 1. Oktober 1901 wurde er zum ordentlichen Professor für Mineralogie und Lötrohrprobierkunde der Bergakademie Freiberg als Nachfolger von Albin Weisbach berufen. Seine Emeritierung erfolgte am 31. März 1928.
Kolbeck war von 1913 bis 1915 und von 1922 bis 1923 Rektor der Bergakademie Freiberg. 
Er war der Erstbeschreiber des Minerals Kolbeckit. Durch Übernahme zahlreicher Stufen der Freiberger Reviersammlung baute er die Mineralogische Sammlung der Bergakademie entscheidend aus.

## Auszeichnungen
- Ernennung zum Geheimen Bergrat
- Namensgeber für das Mineral Kolbeckit
- Bierzipfel des Corps Franconia Freiberg, 1918[1]

## Schriften
- Porphyrgesteine des südöstlichen China, 1883
- Probirkunst mit dem Löthrohre-Eine vollständige Anleitung zu qualitativen und quantitativen Löthrohr-Untersuchungen, 1897–1927 (3 neue und erweiterte Auflagen des von Carl Friedrich Plattner begründeten und von Theodor Richter fortgeführten Werkes, auch als der Plattner-Kolbeck bezeichnet)
- Lehrbuch der chemischen Technologie, 1900 (zusammen mit Hermann Ost)
- Tabellen zur Bestimmung der Mineralien mittels äusserer Kennzeichen 6.–13. Auflage (1903–1924) (Bearbeitung der Tabellen von Albin Weisbach)
- Synopsis mineralogia, 1906 (Herausgeber der 5. Auflage von Albin Weisbach)
- Das mineralische Museum der Bergakademie, 1916 (zusammen mit P. Berberich)
- Künstliche Nachbildung von Mineralien insbesondere Edelsteinen, 1922 (Rektoratsrede)